# Oleśnica (Święty Krzyż)
Oleśnica is een dorp in het Poolse woiwodschap Święty Krzyż, in het district Staszowski. De plaats maakt deel uit van de gemeente Oleśnica en telt 1 800 inwoners.